# Kannazuki no Miko
Kannazuki no Miko (神無月の巫女 Priestesses of the Godless Month) er en manga-serie skabt af Kaishaku-duoen. Serien blev udgivet som fjorten kapitler i Kadokawa Shoten, og i Shōnen Ace i 2004 og 2005, og samlet i to bøger. Serien blev senere udgivet som en anime-serie på 12 afsnit, og blev vist på TNK mellem oktober og december i 2004. En drama CD blev udgivet den 25. november 2004 af Geneon, baseret på anime-versionen.
Serien fokuserer på yuri-forholdet mellem de to hovedpersoner, Himeko og Chikane, med elementer af magical girl- og mecha-temaer til at hjælpe med at bære historien. En anime-serie kaldet Kyoshiro to Towa no Sora, indeholder en del figurer der minder om dem i Kannazuki no Miko, og blev første gang fremvist på TV den 5. januar 2007.